# Ivana Brlić-Mažuranić

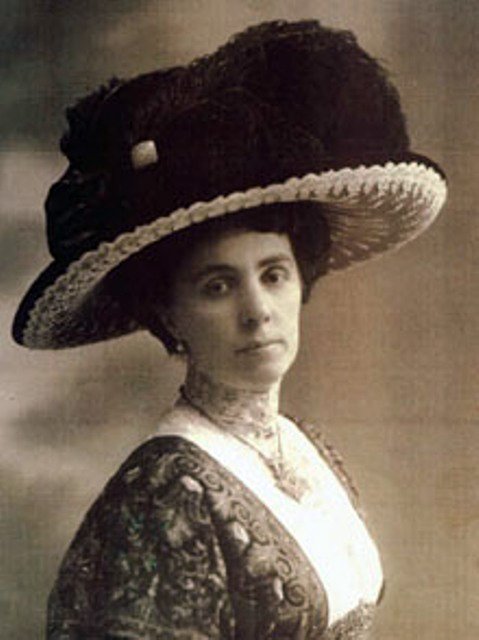

Ivana Brlić-Mažuranić (* 18. April 1874 in Ogulin; † 21. September 1938 in Zagreb) war eine Autorin von Kinderbüchern, welche auch außerhalb Kroatiens bekannt ist.
Sie ist eine der bedeutendsten kroatischen Schriftstellerinnen. Als wohl bekannteste kroatische Autorin von Märchen wird sie auch „kroatische Andersen“ oder „Königin kroatischer Geschichten“ genannt. Sie ist die einzige kroatische Autorin, die zweimal für den Nobelpreis für Literatur vorgeschlagen wurde.

## Leben
Sie stammt aus der bekannten kroatischen Familie Mažuranić (ihr Großvater Ivan war Schriftsteller und Politiker sowie kroatischer Banus, ihr Vater Vladimir Jurist und Schriftsteller).
Mit der Heirat im Jahre 1892 mit Vatroslav Brlić, Politiker und Rechtsanwalt in Slavonski Brod, kam sie in eine weitere allgemein bekannte Familie, die ebenfalls, wie die Familie Mažuranić, von großer Bedeutung für die kroatische Gesellschaft im öffentlichen und kulturellen Leben war.
Die sehr gebildete und belesene Ivana Brlić-Mažuranić sprach mehrere Sprachen (Französisch, Deutsch, Russisch und Englisch). Ihre Werke wurden in hoher Auflage herausgegeben und in fünfzehn Sprachen übersetzt.
1878 übersiedelte sie mit ihrer Familie nach Karlovac und 1882 schließlich nach Zagreb. 1883 war das Jahr ihrer ersten dichterischen Versuche. Sie schrieb die Gedichte „Ma Croatie“ und „Le bonheur“, und zwar beide auf Französisch. Ihr erster dichterischer Versuch in der Muttersprache erfolgte 1886 mit dem Gedicht „Zvijezdi moje domovine“.
Schon ein Jahr nach der Hochzeit kam ihre Tochter Nada zur Welt. Daraufhin folgten fünf weitere Kinder: Sohn Ivo (1894), Sohn Vladimir (1895), Tochter Zdenka (1899), Sohn Nikola (1902) und Tochter Nedjeljka (1917). Als sechsfache Mutter hatte sie Gelegenheit, sich mit der Psyche von Kindern vertraut zu machen und so die Reinheit und Naivität ihrer Welt zu verstehen.
Die nächsten Jahre standen im Zeichen der Veröffentlichung ihrer Werke. Im Jahre 1937 wurde sie korrespondierendes Mitglied der Akademie JAZU (heute HAZU) und auf diese Weise erstes weibliches Mitglied dieser hohen wissenschaftlichen kroatischen Institution. Von dieser Akademie wurde sie zweimal für den Nobelpreis für Literatur vorgeschlagen (1931 und 1938).
Erzogen im nationalen Geiste, schloss sie sich dem öffentlichen Leben an, und Bischof Josip Juraj Strossmayer verlieh ihr eine Goldmedaille für anti-ungarisches Engagement.

## Schaffen und ihre Werke
Sie erhielt in der Literatur das Etikett „Beste Schriftstellerin für Kindergeschichten“ auf dem kroatischen Gebiet und bekam in allen Bereichen der Literatur viel Lob. Bedeutsame Kulturpersönlichkeiten und Kritiker benoteten ihre Werke positiv, betonten ihre Originalität der Themen und Ideen, Einfachheit und Reinheit ihres Ausdrucks, Üppigkeit ihrer Phantasie, ihre Fähigkeit sich vollkommen mit der Psyche der Kinder zu identifizieren und die Naivität der Kinderwelt zu begreifen.
Sie betätigte sich in verschiedenen literarischen Gattungen mit Gedichten, Märchen, kleineren und größeren Erzählungen, einem Roman, didaktisch-lehrreichen Artikeln sowie einem Familienroman.
Von all den Texten brachten ihr jedoch folgende Bücher den größten Ruhm: die Erzählung „Čudnovate zgode i nezgode šegrta Hlapića“ (deutsche Übersetzung: „Die wunderbaren Erlebnisse des Schusterjungen Gottschalk“) und der Sammelband „Priče iz davnine“ (1916, deutsche Übersetzung: „Aus Urväterzeiten“).
Ihre Vorbilder waren ihr Großvater Ivan Mažuranić, Schöpfer des Epos „Smrt Smail-age Čengića“, der Dichter und Ästhetiker Franjo Marković und Josip Juraj Strossmayer.
Im Artikel „Omladini o idealima“, den sie in späteren Jahren schrieb und im Buch „Knjiga Omladini“ (1923) veröffentlichte, versuchte sie den Sinn der Kunst zu definieren:
„… Und schaut danach, dass Ihr dieses Thema mit offenen Augen, mit offenen Ohren und offenem Herz bewältigt – so offen, dass in ihn die Schönheit hineintreten kann, ohne Angst der Banalität … Und macht Ihr es wirklich aufrichtig und nur nach Auftrag Eurer jugendlichen und gesunden Seele, so kann ich Euch voraussagen, was Ihr auf diesem Weg schaffen werdet. Ihr schafft ein bedingungsloses Kunstwerk.“
Anfang des 20. Jahrhunderts schrieb sie Erzählungen und Gedichte für Knaben „Valjani i nevaljani“ (1902), danach lehrhaften, jugendlichen Lesestoff „Škola i praznici“ (1905).
Aufmerksamkeit auf breiter Ebene zog sie auf sich mit dem Gedichtband „Slike“ (1912) zu, welcher zugleich ein Entwurf ihres impressionistischen Programms war. In dieser Sammlung sind die Verse graphisch organisiert, mit einer Fülle von räumlichen und visuellen Vorstellungen. Die Symbolik ergibt sich direkt aus den Bildern. Der etwas kürzere Roman „Čudnovate zgode i nezgode šegrta Hlapića“ (deutsche Übersetzung: „Die wunderbaren Erlebnisse des Schusterjungen Gottschalk“), den sie 1913 schrieb, war zugleich eine Ankündigung der Entfaltung des kroatischen Romans für Kinder.
Die Helden in ihren Werken, die dem mythologischen Prinzip unterworfen sind, durchqueren verzauberte Wälder, segeln über das Meer, durchdringen den Meeresgrund, fliegen zwischen den Wolken und suchen auf eine kindliche, männliche oder weibliche Art nach der Erlösung.
Zum wiederholten Male bestätigte die Autorin, dass echte und wahrhaftige Kunst vor allem aus dem Herzen hervorgeht und große Literaturwerke nur dann als allgemeinmenschlich bestehen können, wenn sie gleichzeitig mit nationalen Merkmalen durchdrungen sind.

## Ehrungen

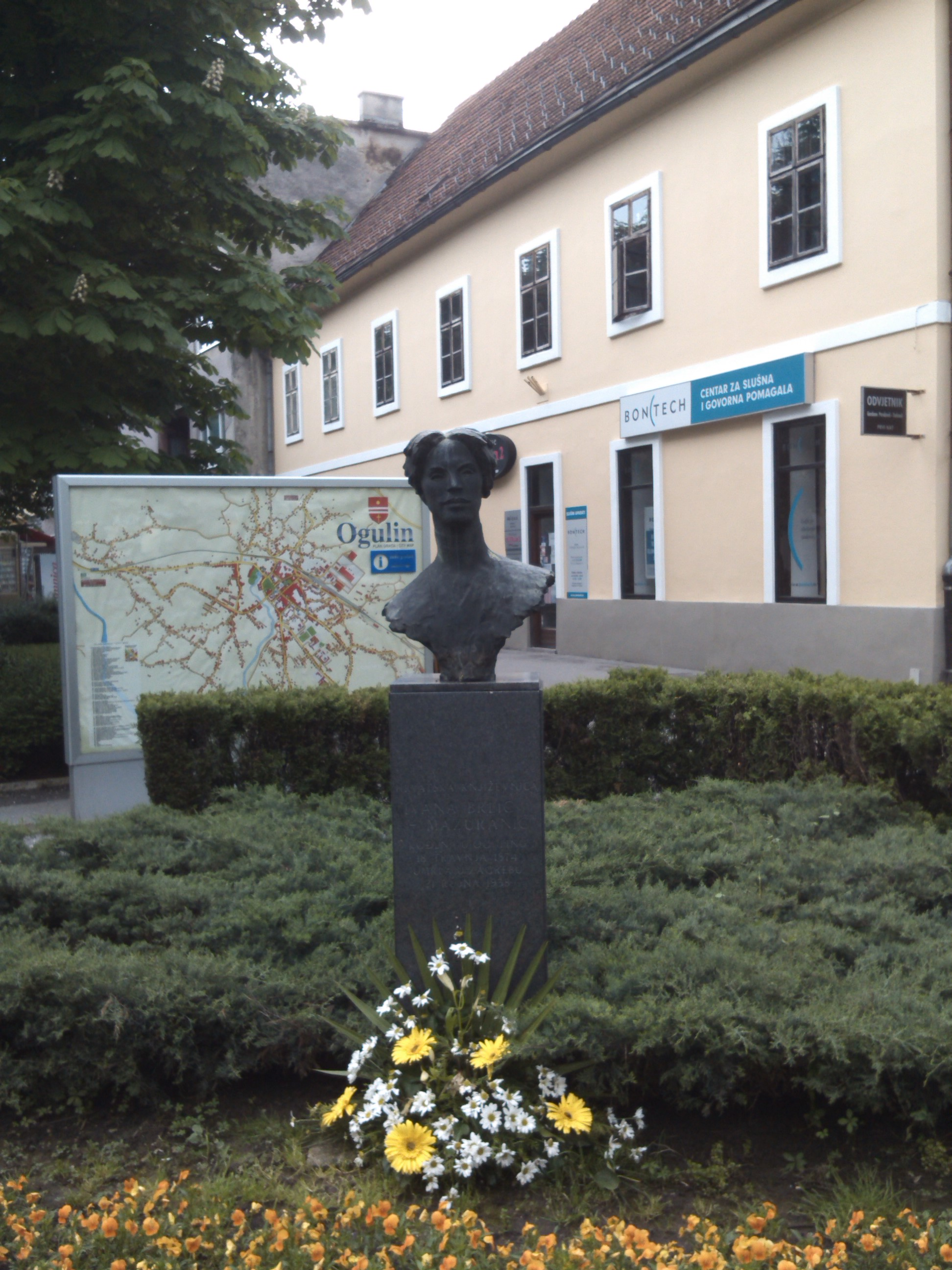
Denkmal in Ogulin

Der Hauptmarktplatz in Slavonski Brod, auf welchem sich noch heute ihr Haus befindet, heißt „Marktplatz Ivana Brlić-Mažuranić“.
In Slavonski Brod wurde eine jährliche Veranstaltung „U Svijetu Bajki Ivane Brlić-Mažuranić“ („In der Märchenwelt von Ivana Brlić-Mažuranić“) nach ihr benannt, damit die Stadt, in der sie ihre Zeit verbrachte, durch ihr Wirken und Schaffen gekennzeichnet ist. Sie wurde von ihrer Tochter Nedjeljka 1974 ins Leben gerufen, aber in den frühen 90er Jahren kriegsbedingt unterbrochen. Wenige Jahre nach dem Krieg wurde die Veranstaltung wiederaufgenommen. Das Programm von „U Svijetu Bajki Ivane Brlić-Mažuranić“ besteht aus Begegnungen, Workshops über Literatur, Theater, Bildende Kunst und Aufführungen für Kinder. Zur Eröffnung gibt es eine Aufführung für Kinder vor ihrem Haus auf dem Marktplatz „Ivana Brlić-Mažuranić“. Seit 2007 findet auch ein Straßenfestival statt.
Das Verlaghaus „Školska knjiga d.d.“ stiftete 1971 den Literaturpreis Ivana Brlić-Mažuranić, um die Schöpfung von Kinder- und Jugendliteratur zu fördern.
1971 wurde eine Büste von ihr auf dem Marktplatz in Slavonski Brod aufgestellt, allerdings 2003 wieder entfernt. Seit 2004 befindet sich ihr Denkmal auf dem Marktplatz „S. Miletić“.
- 1998 Gedenkmünze zu 200 Kuna, Silber-925er, 33,63 g. Thema: Frauen der kroatischen Geschichte. Literatur: K-M. 77 (Auflage: 2.000 Stück)

## Werke
- Valjani i nevaljani – Erzählung und Gedichte für Knaben, Zagreb, 1902
- Škola i praznici – Sammelband von Gedichten und Erzählungen für Kinder, Zagreb, 1905
- Slike. Pjesme – Zagreb, 1912
- Čudnovate zgode i nezogde šegrta Hlapića – Roman für Kinder, Zagreb, 1913
- Priče iz davnine – Märchen, Zagreb, 1916
- Knjiga omladini – Erzählung, Zagreb, 1923
- Mir u duši – Essey, Zagreb, 1929
- Autobiografija – Zagreb, 1930
- Iz arhive obitelji Brlića u Brodu na Savi – Familienroman, Zagreb, 1934–1935
- Jaša Dalmatin, potkralj Gudžerata – Roman, Zagreb, 1937
- Srce od licitara – Erzählungen und Gedichte für Jugendliche, Zagreb, 1939
- Basne i bajke